# Antoine Roy (homme politique)
Pour les articles homonymes, voir Antoine Roy et Roy.
Antoine, comte Roy, est un homme politique et financier français, né le 5 mars 1764 à Savigny et mort à Paris le 4 avril 1847.

## Biographie

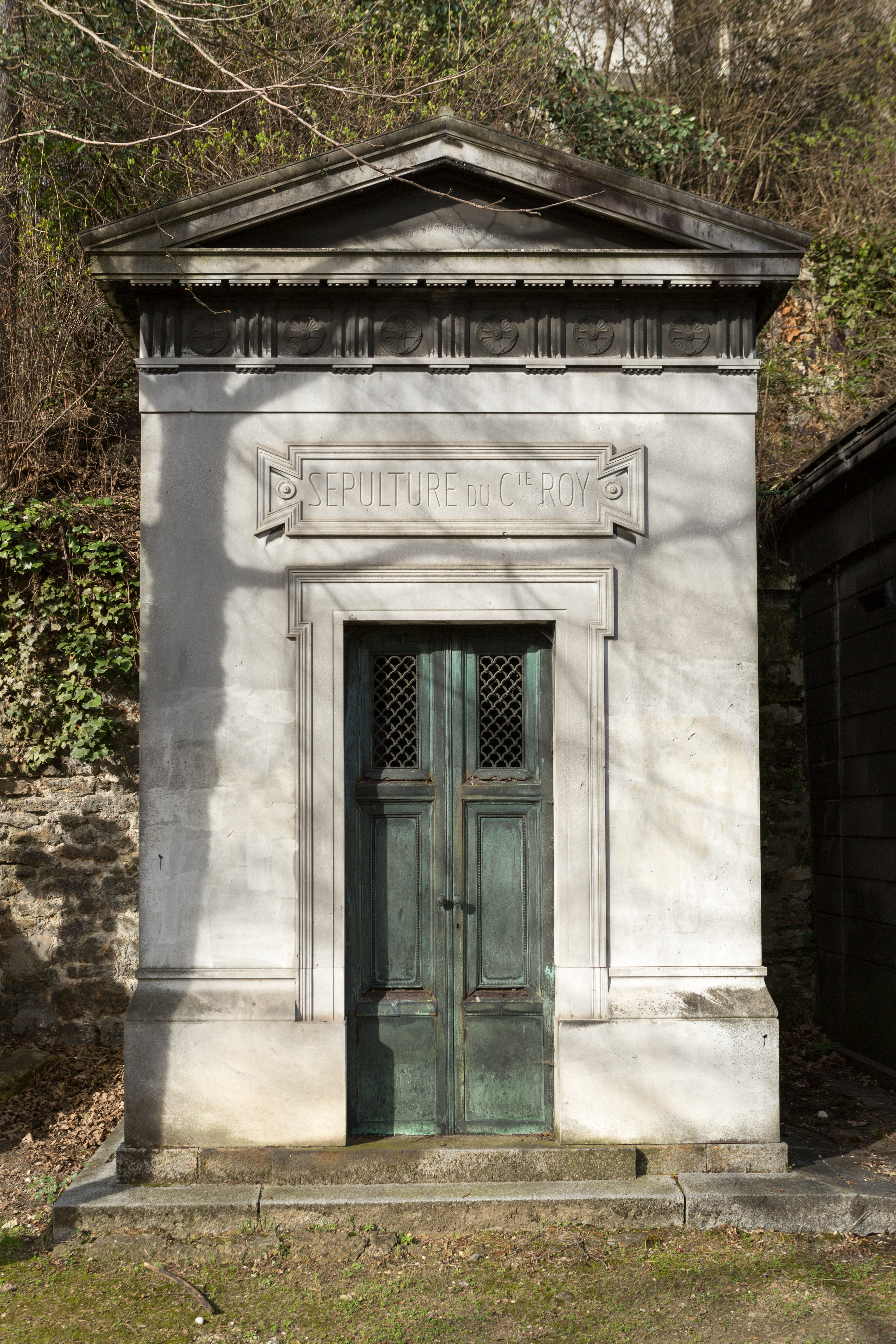
Tombe au cimetière du Père-Lachaise.

Il fait ses études au collège de Langres, son droit à Paris et est reçu avocat en 1785. 
Il ne prend aucune part à la Révolution dont il n'approuve pas les idées, et conserve sa place au barreau, où il défend Durosoy, en 1792, et, en l'an III, plusieurs des accusés du 13 vendémiaire. 
Il ne cache pas alors ses préférences royalistes, ce qui lui vaut d'obtenir du duc de Bouillon la jouissance de la terre de Navarre et l'administration de ses forêts (1798) ; puis il acquiert la plus grande partie des biens du duc en grandes difficultés financières, moyennant une rente annuelle de 300 000 francs mais le duc meurt subitement quelques mois après, et en conséquence Roy se trouve l'un des plus riches propriétaires fonciers de France. 
En 1801, l'État lui intente un procès en restitution de 2 millions de francs, soit la somme qu'il s'est appropriée à tort dans l'administration des propriétés du duc, devenues propriétés nationales. Roy refuse d'abandonner la jouissance de la forêt de Navarre et en appelle à la justice dans un mémoire où il rappelle le mot du fermier de Sans-Souci : « Il y a des juges à Berlin ». Mais il perd son procès en 1802 et de nouveau en 1813, et le domaine de Navarre passe aux mains de l'impératrice Joséphine, puis au prince Eugène de Beauharnais et à ses fils; Roy en garde contre l'empereur une profonde rancune. 
Aux Cent-Jours, élu, le 7 mai 1815, représentant du grand Collège de la Seine, il se pose en adversaire irréconciliable de Napoléon. Le 6 juin, il s'oppose à la prestation du serment de fidélité ; le 16, il demande qu'un comité spécial examine si la guerre est nécessaire. Dans la discussion des lois financières, il prend de nouveau la parole et s'efforce par tous les moyens de supprimer les ressources de l'armée. 
Au retour de Gand, il se hâte de se présenter à la Cour, où il est reçu comme une des victimes du despotisme impérial ; mais le roi lui fait sentir que si la victime a à se plaindre, ce n'est pas de sa pauvreté. Réélu député, le 22 août 1815, le 4 octobre 1816, et le 20 septembre 1817, il vote souvent avec la minorité dans la Chambre introuvable, surtout dans les questions secondaires, à l'égard desquelles il affecte un certain libéralisme. 
En 1817 et en 1818, il est rapporteur du budget, et fait réaliser, à ce titre, sur l'exercice de 1819, une économie de 21 millions. 
Le 7 décembre 1818, en raison des talents d'administrateur dont il a fait preuve, il est appelé à succéder à Corvetto au ministère des Finances, mais n'a pas le loisir d'appliquer les réformes qu'il a en vue, car, le 28 du même mois, il suit le cabinet Richelieu dans sa retraite. 
Nommé alors ministre d'État et membre du conseil privé, commissaire de la caisse d'amortissement et de celle des dépôts et consignations, il reprend sa place sur les bancs de la Chambre et est chargé d'examiner l'arriéré des comptes financiers pour les années de 1815 à 1818 ; à la suite de son rapport sur le nouveau budget, il obtient un dégrèvement de 20 millions sur les contributions mobilière et immobilière. 
Rappelé de nouveau au ministère des Finances à la place du baron Louis, le 19 novembre 1819, il conserve son portefeuille jusqu'au 14 décembre 1821, prend l'initiative de plusieurs réformes qui améliorent singulièrement la situation financière de la France, dépose le 4 janvier 1820 un projet pour la libération définitive des acquéreurs des biens nationaux, et obtient le 16 janvier 1821 un dégrèvement des impôts qui pesaient sur la propriété foncière. En outre, grâce à l'évacuation du territoire par les Alliés il fait régulariser les dettes des départements et leur octroie des indemnités proportionnelles. 
Après avoir cédé en décembre son portefeuille à Joseph de Villèle, il est nommé pair de France, le 13 décembre 1821, et créé comte par le roi. À la Chambre Haute il continue de s'occuper particulièrement de finances, combat énergiquement la conversion des rentes, et propose sans succès un amendement au projet. 
Lorsque de Martignac arrive aux affaires, Roy prend pour la troisième fois le portefeuille des Finances, du 5 janvier 1828 au 7 août 1829 ; mais ses idées financières rencontrent alors autant d'obstacles dans la majorité parlementaire qu'auprès de Charles X, qui, résolu à former un cabinet de réaction avec Polignac, propose à Roy de garder son portefeuille, mais avec de telles conditions que celui-ci est mis dans la nécessité de refuser ; il se retire le 21 février 1830 avec les ordres du Saint-Esprit et de Saint-Michel. 
À partir de cette époque, il se consacre exclusivement à ses occupations parlementaires à la Chambre Haute. Il adhere au gouvernement de Louis-Philippe et est fréquemment chargé des rapports sur les impôts, la loterie et le budget. Il est président de la commission de surveillance de la Caisse des dépôts et consignations de 1837 à 1847.
De 1833 à sa mort, il est conseiller général du Canton d'Épernay (Marne).
Un portrait de lui portant la cravate de la Légion d'honneur par le baron Gros, figure à la vente publique à Paris le 18/12/2019 (reprod. coul. dans "La Gazette Drouot" no 42- 6/12/2019,u p. 102) .
Il laisse à sa mort une fortune évaluée à environ quatre millions de valeurs mobilières, deux hôtels rue de la Chaussée d'Antin estimés 640 000 francs-or, des forêts et des fermes dans la Marne, la Haute-Marne, l'Eure, l'Aisne et le Cher. 
Il est inhumé au cimetière du Père-Lachaise (37e division); il était grand-croix de la Légion d'honneur.
Roy a deux filles de son mariage le 17 avril 1793 à Paris avec Adélaïde Sophie Barré (1775-1812) :
- Marie-Élisa (née le 22 janvier 1794 à Paris, morte sans descendance le 27 décembre 1851); épouse en 1814 Honoré-Charles Baston, comte de Lariboisière, fils du général Jean Baston de Lariboisière. Fondatrice de l'Hôpital Lariboisière. Au début du XXe siècle, un portrait du comte Roy est conservé chez le comte de La Riboisière et sénateur, dans son hôtel de l'avenue Montaigne à Paris (G. Gronkowski, "L'Hôtel de La Riboisière" dans La Vie Heureuse du 15 mars 1908 - archives pers.) ;
- Alexandrine Laure (née le 28 avril 1799 à Paris, morte le 8 août 1854 à Paris), par son mariage (1817) marquise de Talhouët, famille d'origine bretonne, d'où sont issus les Talhouët-Roy, dont une branche est propriétaire du château du Lude (Sarthe) et une autre de la forêt d'Autun et du château du Porteau à Pressigny (Deux-Sèvres).

## Patrimoine
À sa mort, son énorme fortune était évaluée à 4 millions de francs-or environ. 
La déclaration de succession faite dans le deuxième arrondissement en 1848 (A.S., DQ7 3496, no 29) mentionne les hôtels de la chaussée d'Antin et des valeurs mobilières estimées à 2 815 207 francs-or non compris 50 000 francs de rente 3% sur l'état, des objets mobiliers légués et ameublement des résidences provinciales. Doivent être inclus des fermages arriérés et courant d'une valeur de 52 000 francs-or, 22,400 francs pour les comptes des régisseurs, 33 600 francs contre-partie de la valeur des coupes de bois.
- Terre de Sancerre (ex Comté et château);
  - Achetée le 14 Floréal An III (1794) à Charles-Antoine d'Espagnac, dernier comte de Sancerre, par devant Me Charpentier (Notaire à Paris);
  - Léguée à sa fille en 1847-1849;
- Domaine de Navarre (Eure) : cession forcée en 1808 à la Couronne impériale, qui en fera l’apanage du prince des Asturies, et en 1810 le douaire de l’impératrice Joséphine.

## Travaux
- Auteur de nombreux rapports sur les matières financières et les travaux publics ;
- Prohibition des Jeux de loterie ;
- Participation à la rédaction du Code forestier (1825) ;

## Hommages

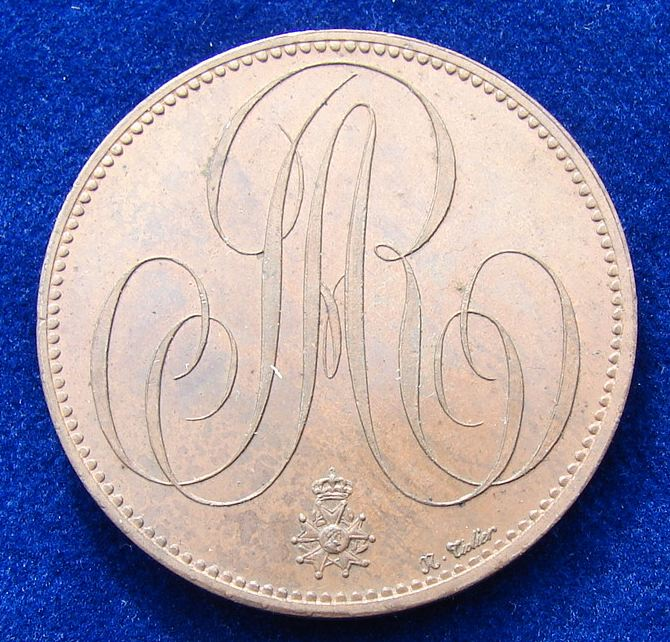
Monogramme A et R entrelacées sur l'obverse de la monnaie de 5 Francs 1820. Cette pièce a été créée par la Monnaie de Paris en l'honneur de Antoine comte Roy

- Une rue porte son nom dans le 8e arrondissement de Paris (rue Roy).